# Ulica Białostocka w Choroszczy
Ulica Białostocka bierze swój początek z ulicy Mickiewicza i jest drogą wylotową z miasta w kierunku Krupnik. Swój obecny wygląd zawdzięcza J.K. Branickiemu. W XVIII w. rozpoczął on przebudowę miasta. Wytyczył wówczas ul. Nową i do niej nagiął bieg ul. Białostockiej. Wcześniej przypuszczalnie ulica ta prowadziła prosto w kierunku cerkwi, była drogą łączącą Choroszcz z Supraślem przez Białystok.

## Funkcje
- Ulica jest jedną z dojazdowych ulic Choroszczy.

## Otoczenie
- Kościół pw. św. Jana Chrzciciela i św. Szczepana w Choroszczy